# 雙韁美洲鱥
雙韁美洲鱥（學名：Notropis bifrenatus），為輻鰭魚綱鯉形目雅羅魚科的其中一種，分布於北美洲加拿大安大略湖、聖羅倫斯河至美國南卡羅來納州淡水流域，本魚體細長呈長橢圓形且側扁，眼大，口下斜位，鼻子長度通常小於眼睛直徑，側線不完整，體色稻草色，背部銀色帶有綠藍色金屬光澤，腹側銀白色，體中央有一條黑色縱帶，從鼻部延伸至尾部，體長可達8公分，棲息在沙泥底質、植被覆蓋的溪流，屬雜食性，以水生昆蟲、藻類等為食。